# Улица 21 Сентября
Улица 21 Сентября (укр. Вулиця 21 Вересня) — улица в Новозаводском районе города Чернигова, исторически сложившаяся местность (район) Старая Подусовка. Пролегает от улицы Теробороны (Гагарина) до улицы Крымская.
Примыкают улицы Нечуя-Левицкого, Панаса Мирного.

## История
Улица 10-я Колея проложена в конце 1950-х годов. Была застроена индивидуальными домами. 
В 1960 году улица получила современное название — в честь 21 сентября 1943 года — дня освобождения города Чернигова от немецко-фашистских захватчиков войсками Центрального фронта под командованием К. К. Рокоссовского. 21 сентября — День города. 

## Застройка
Улица пролегает в северо-западном направлении между улицами Героев Мариуполя (Московская) и Победы. Парная и непарная стороны улицы заняты усадебной застройкой.
Учреждения: нет. 